# لا تروبيكال أميسا بونغو 2016
لا تروبيكال أميسا بونغو 2016 (بالفرنسية: Tropicale Amissa Bongo 2016 )‏ هو سباق دراجات هوائية، وهو الموسم رقم 11 من السباق، وأقيم خلال الفترة 18 يناير 2016، وحتى 24 يناير 2016، وامتدّ لمسافة 778 كيلومتر، وهو أحد سباقات طواف أفريقيا للدراجات 2016، وهو من نوع سباق المرحلة، وهو من نوع سباق الدراجات، وقد شارك في السباق 83 متسابقاً ووصل إلى نهايته 74 متسابقاً.
فاز فيه بالمركز الأول أدريان بيتي، وبالمركز الثاني Andrea Palini ‏، وبالمركز الثالث أنتوني ديلابلاسي، والفريق الفائز في ترتيب الفرق ديركت إينرجي 2016.

## الفرق
| فرق قارية محترفة (3)- Direct Énergie - Fortuneo-Vital Concept - UniFunvic–Pindamonhangaba ‏ فرق قارية (2)- Skydive Dubai–Al Ahli Pro Cycling Team ‏ - بايك أيد ‏ فرق وطنية (9)- فريق الجزائر لركوب الدراجات للرجال 2016 ‏ - فريق بوركينا فاسو لركوب الدراجات 2016‏ - فريق الكاميرون لركوب الدراجات للرجال 2016‏ - فريق ساحل العاج لركوب الدراجات 2016‏ - فريق إرتريا لركوب الدراجات 2016 ‏ - فريق إثيوبيا لركوب الدراجات للرجال 2016‏ - فريق الغابون لركوب الدراجات للرجال 2016‏ - فريق المغرب لركوب الدراجات 2016 ‏ - فريق رواندا لركوب الدراجات للرجال 2016‏ |  |
| |  |

## المراحل
| المرحلة   | التاريخ  | الدورة                  | type                  | المسافة (كم) | الفائز بالمرحلة   | القائد العام        |
| --------- | -------- | ----------------------- | --------------------- | ------------ | ----------------- | ------------------- |
| المرحلة 1 | 18 يناير | Kango ‏ – Lambaréné ‏     | مرحلة مستوية          | 146٫6        | Andrea Palini ‏    | Andrea Palini ‏      |
| المرحلة 2 | 19 يناير | Fougamou ‏ – مويلا ‏      | مرحلة مستوية          | 105٫8        | Andrea Palini ‏    | Andrea Palini ‏      |
| المرحلة 3 | 20 يناير | Lambaréné ‏ – Ndjolé ‏    | مرحلة التلال          | 129٫5        | أدريان بيتي       | Andrea Palini ‏      |
| المرحلة 4 | 21 يناير | أوييم – Ambam ‏          | مرحلة مستوية          | 141٫4        | عادل جلول         | Andrea Palini ‏      |
| المرحلة 5 | 22 يناير | – أوييم                 | مرحلة مستوية          | 118٫6        | أدريان بيتي       | Tesfom Okubamariam ‏ |
| المرحلة 6 | 23 يناير | Kango ‏ – ليبرفيل        | مرحلة سباق الزمن فردي | 4٫1          | أدريان بيتي       | أدريان بيتي         |
| المرحلة 7 | 24 يناير | Cap Estérias ‏ – ليبرفيل | مرحلة مستوية          | 132          | يوهيني هوتاروفيتش | أدريان بيتي         |

## التصنيف العام النهائي
| \| التصنيف العام \| التصنيف العام \| التصنيف العام \| التصنيف العام \| التصنيف العام \| \| العداء \| العداء \| الفريق \| الوقت \| \| \| ------------- \| -------------------------- \| --------------------------------------------------- \| ------------- \| ------------- \| \| 1 \| أدريان بيتي \| Direct Énergie \| \| \| \| 2 \| Andrea Palini [الإنجليزية]‏ \| Skydive Dubai–Al Ahli Pro Cycling Team [الإنجليزية]‏ \| \| \| \| 3 \| أنتوني ديلابلاسي \| Fortuneo-Vital Concept \| \| \| |                  |                                         |       |  |
| |                  |                                         |       |  |
| مصادر: ProCyclingStats Cycling Quotient Cycling Archives |                  |                                         |       |  |
| التصنيف العام |                  |                                         |       |  |
| العداء | العداء           | الفريق                                  | الوقت |  |
| 1 | أدريان بيتي      | Direct Énergie                          |       |  |
| 2 | Andrea Palini ‏   | Skydive Dubai–Al Ahli Pro Cycling Team ‏ |       |  |
| 3 | أنتوني ديلابلاسي | Fortuneo-Vital Concept                  |       |  |

## وصلات خارجية
- الموقع الرسمي
- لمحة عن سباق لا تروبيكال أميسا بونغو 2016 على موقع  ProCyclingStats   (برو  سايكلنج  ستاتس) - إحصاءات  محترفي  الدراجات.

- لا تروبيكال أميسا بونغو 2016 على موقع إحصائيات الدراجات الإحترافية (الإنجليزية)
- لا تروبيكال أميسا بونغو 2016 في موقع Cycling Archives سايكلنج أركايفز